# Ismail Elfath
Ismail Elfath (* 3. března 1982) je americký fotbalový rozhodčí narozený v Maroku. Od roku 2012 je rozhodčím v Major League Soccer a od roku 2016 je rozhodčím na seznamu FIFA.

## Mládí
Elfath se narodil v Casablance v Maroku a do Spojených států se přestěhoval, když mu bylo osmnáct.

## Kariéra
Elfath debutoval jako rozhodčí v MLS v roce 2012. Stal se rozhodčím FIFA v roce 2016.
Elfath byl rozhodčím během zápasu v srpnu 2016 mezi New York Red Bulls II a Orlando City B, kde proběhl historicky první zápas s kontrolou videorozhodčího.
Dne 26. března 2019 byl Elfath vybrán jako rozhodčí na Mistrovství světa ve fotbale do 20 let 2019 v Polsku. Elfath spolu s americkými asistenty rozhodčích Coreym Parkerem a Kylem Atkinsem byli vybráni FIFA, aby řídili finále turnaje, které Ukrajina vyhrála 2-1 nad Jižní Koreou.
Dne 17. května 2019 byl Elfath vybrán jako rozhodčí pro Zlatý pohár CONCACAF 2019 ve Spojených státech po své účasti na Mistrovství světa ve fotbale do 20 let 2019.
Později téhož roku se Elfath ujal vedení semifinálového zápasu na Mistrovství světa ve fotbale klubů 2019 v Kataru.
18. listopadu 2020 byl poprvé ve své kariéře jmenován rozhodčím roku MLS.
V červenci 2021 se ujal tří zápasů na olympijských hrách v Tokiu 2020, včetně čtvrtfinálového zápasu mezi hostitelskou zemí Japonskem a Novým Zélandem.
Elfath byl vybrán jako jeden ze dvou rozhodčích ze zóny CONCACAF pro Africký pohár národů 2021, který se konal v Kamerunu od 9. ledna do 6. února 2022.

## Soudcovaná utkaní na MS 2022
| Fáze               | Datum              | Tým 1       | Skóre | Tým 2 |         |   |
| ------------------ | ------------------ | ----------- | ----- | ----- | ------- | - |
| Základní skupina H | 24. listopadu 2022 | Portugalsko | 3 : 2 | Ghana | 6 (2+4) | 0 |